# Блуне (ред)
Suliformes (блуне и сродници) је ред птица који признаје Међународна орнитолошка унија.
Резултати анализа ДНК упућују на закључак да је сличност између породица које су традиционално сврставане у ред несита или пеликана (лат. Pelecaniformes) последица конвергентне еволуције, а не заједничког порекла и да је тако дефинисан ред полифилетски. Због тога су четири породице које су традиционално сврставане у овај ред издвојене у посебан ред Suliformes, који је монофилетски.

## Систематика и еволуција
Према резултатима анализа ДНК породици несита или пеликана (лат. Pelecanidae) су блиско сродне породице ципеларке (лат. Balaenicipitidae), батоглава чапља (лат. Scopidae), чапље (лат. Ardeidae) и ражњеви и кашичари (лат. Threskiornithidae), са којима чине ред несита (лат. Pelecaniformes). Ред Suliformes, је далеки сродник реда Pelecaniformes. Према Хакету, редови Gaviformes, Sphenisciformes, Ciconiiformes, Suliformes и Pelecaniformes, имају заједничког претка. Због чега је предложено да ови редови буду груписани у заједнички надред.
Кладограм реда:

|  | Sulidae                                                          |
|  |                                                                  |
|  | \| \| Anhingidae \| \| \| \| \| \| Phalacrocoracidae \| \| \| \| |
|  |                                                                  |
|  | Anhingidae                                                       |
|  |                                                                  |
|  | Phalacrocoracidae                                                |
|  |                                                                  |

|  | Anhingidae        |
|  |                   |
|  | Phalacrocoracidae |
|  |                   |

|  | Sulidae                                                          |
|  |                                                                  |
|  | \| \| Anhingidae \| \| \| \| \| \| Phalacrocoracidae \| \| \| \| |
|  |                                                                  |
|  | Anhingidae                                                       |
|  |                                                                  |
|  | Phalacrocoracidae                                                |
|  |                                                                  |

|  | Anhingidae        |
|  |                   |
|  | Phalacrocoracidae |
|  |                   |

### Породице и врсте
- Породица брзани или фрегате

  - Величанствени брзан или величанствена фрегата[6]

  - Асенсионски брзан

  - Белотрби брзан[7]

  - Велики брзан или велика фрегата[8]

  - Мали брзан или мала фрегата[8]

- Породица блуне

  - Род 
    - Плавонога блуна

    - Перуанска блуна

    - Црнолика блуна[8]

    - Галапагоска блуна

    - Црвенонога блуна

    - Смеђа блуна


  - Род 
    - Црнокрила блуна


  - Род 
    - Блуна или обична блуна[8]

    - Капска блуна[8]

    - Аустралијска блуна

- Породица анхинге

  - Анхинга или америчка анхинга

  - Змијоврата
[9]
  - Афричка анхинга

  - Аустралијска анхинга

- Породица вранци

  - Род 
    - Жутогрли вранац
[9]
    - Маслинасти вранац или неотропски вранац
 (Phalacrocorax brasilianus или Phalacrocorax olivaceus)
    - Мали црни вранац

    - Велики вранац
[9]
    - Белогруди вранац

    - Индијски вранац

    - Јужноафрички капски вранац[8]

    - Бронзани вранац (Phalacrocorax nigrogularis)[8]
[9]
    - Валбергов вранац
[8]

    - Јапански вранац

    - Брантов вранац

    - Штелеров вранац или вранац наочарац или Паласов вранац
 (Phalacrocorax perspicillatus) – (изумро око 1850)
    - Морски вранац
[9]
    - Пучински вранац

    - Црвенолики вранац

    - Магелански вранац

    - Аустралијски шарени вранац или жутолики вранац

    - Црнолики вранац

    - Црвеноноги вранац

    - Пегави вранац

    - Питски вранац

    - Вранац нелетач


  - Род 
    - Гуано вранац

    - Новозеландски краљевски вранац

    - Отагоански вранац

    - Фовоов вранац

    - Чатамски вранац

    - Окландски вранац

    - Кембелов вранац

    - Баунтијски вранац

    - Плавооки вранац

    - Антарктички вранац

    - Јужноџорџијски вранац

    - Хердски вранац

    - Крозијски вранац

    - Кергеленски вранац

    - Макворијски вранац


  - Род 
    - Мали шарени вранац

    - Дугорепи вранац[9] или тршћачки вранац

    - Ћубасти вранац[8]

    - Јавански вранац

    - Мали вранац
[9]